# おんなの純情
「おんなの純情」（おんなのじゅんじょう）は、1999年8月27日に発売された、市川由紀乃の通算10枚目のシングル。

## 収録曲
1. おんなの純情
作詞：たかたかし／作曲：弦哲也／編曲：山田年秋
2. おんなの純情（オリジナル・カラオケ）
3. おんなの純情（一般用カラオケ）
4. 湖畔にひとり
作詞：たかたかし／作曲：弦哲也／編曲：山田年秋
5. 湖畔にひとり（オリジナル・カラオケ）